# Убиство Антоније Билић
Антонија Билић (Кричке, 22. фебруар 1994 — Модруш, 7. јун 2011) била је средњошколка из насеља Кричке у Хрватској, које се налази близу Дрниша. Умрла је у Модрушу, близу Јосипдола, по неким изворима.

## Отмица и убиство
Дана 7. јуна 2011. године, Антонија Билић је без трага нестала. Тог дана је на чиколском мосту у десет преподне чекала превоз до Дрниша, како би полагала завршни испит. У то време је наишао возач камиона, Драган Паравиња, који је ухапшен неколико седмица после Антонијиног нестанка, због тога што је Антонију најпре силовао, а затим убио. Антонијин нестанак је постао скандал у целој Хрватској и БиХ, због сазнања да је Паравиња слободно прелазио границе камионом.

## Последице
Због убиства Антоније Билић, дана 19. октобра 2012. године, Драган Паравиња је на шибенском суду осуђен на четрдесет година затвора. Око месец дана након тога, на хрватском путу Д-23, у Морушу крај Јосипдола (Карловачка жупанија), на месту где је последњи пут лоциран Антонијин мобилни телефон, пронађене су људске кости, за које је анализом доказано да припадају Антонији Билић. Сем тога, Паравињином камиону су пронађене власи њене косе, што доказује да је она ту била.